# Premio di Drahoman

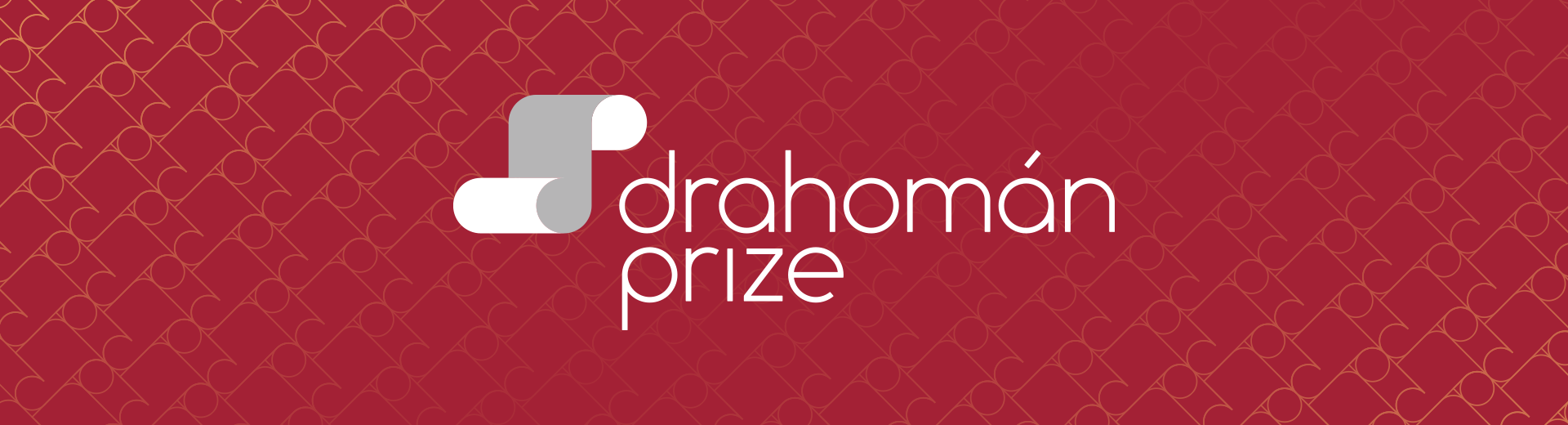

Il Premio di Drahoman è il premio per la miglior traduzione letteraria dall'ucraino in un'altra lingua, fondato nel 2020 dall'Istituto ucraino, dal PEN Ucraino e dall'Istituto del libro ucraino.

## Il premio
L'obiettivo è sostenere e celebrare il lavoro collaborativo dei traduttori dalla lingua ucraina alle lingue del mondo, che aprono al mondo la letteratura ucraina, riprodotta nei testi dei suoi scrittori. Il premio viene assegnato per:
- elevata capacità di traduzione;[1][2]
- contributo alla promozione della letteratura ucraina all'estero.

## Condizioni per la ottenere il premio
- Per il premio vengono nominati i traduttori, indipendentemente dal paese di residenza, nel cui patrimonio almeno una opera d'arte o documentario tradotta e pubblicata. Le opere artistiche e documentarie includono pubblicazioni di prosa, poesia, teatro e saggistica (saggi, rapporti, interviste, biografie e memorie).[1][2]
- Il libro con il quale viene nominato il traduttore deve essere pubblicato in una casa editrice straniera negli ultimi tre anni e non deve contraddire i valori ed i principi degli enti fondatori.
- Le istituzioni culturali straniere, le missioni diplomatiche, i centri di ricerca, le case editrici, le associazioni creative e i membri del Capitolo possono nominare un traduttore per il Premio.[3]

## Procedura per la determinazione del vincitore
Il vincitore del premio viene selezionato in tre fasi:
- nella prima fase viene formato un lungo elenco di candidati;
- nella seconda fase, i membri del Capitolo votano per una breve lista di Premio;
- nella terza fase, i membri del Capitolo eleggono il vincitore del Premio mediante voto anonimo.

## Il Capitolo
Composizione del Capitolo del Premio Capitolo (giuria) premio è composto da 9 membri. Comprende scrittori competenti, traduttori, critici linguistici e letterari e manager culturali. Indipendentemente dall'anno, il Capitolo è composto dal Direttore generale dell'Istituto ucraino, dal Presidente del PEN ucraino e dal Direttore dell'Istituto ucraino del libro . Si è approvato annualmente dalle organizzazioni fondatrici. I membri del Capitolo invitati possono essere membri del Capitolo per non più di 3 anni consecutivi. I membri del Capitolo hanno facoltà di coinvolgere esperti (traduttori, linguisti e critici letterari, diplomatici) per la consultazione sulle dichiarazioni presentate.

### L'anno 2020[1][2]
1. Andriy Kurkov, scrittore, presidente del PEN ucraina
2. Volodymyr Sheiko, Direttore generale dell'Istituto ucraino
3. Oleksandra Koval, Direttrice dell'Istituto ucraino del libro
4. Olya Hnatyuk, Ricercatrice, professoressa presso NaUKMA e Università di Varsavia, vicepresidente della PEN ucraina
5. Ostap Slyvynsky, Poeta e traduttore
6. Valentina Stukalova, Responsabile del progetto intellettuale e dei libri dell'Istituto francese
7. Natalia Ivanychuk, Traduttrice
8. Yuriy Prokhasko, Traduttore
9. Marco-Robert Stech, Critico letterario ucraino e canadese, scrittore

## Cerimonia di premiazione
Il nome del vincitore del Premio viene annunciato ogni anno durante una solenne cerimonia a Kiev, che si tiene nell'aprile. Tre finalisti del Premio sono invitati a partecipare alla cerimonia. Il vincitore del Premio riceve una statuetta realizzata da un famoso scultore ucraino, un premio in denaro di 2.000 euro (tasse incluse), nonché ulteriori opportunità di lavoro e promozione del suo lavoro dall'Istituto ucraino e dall'Istituto ucraino del libro (partecipazione a residenze di traduzione, fiere e festival stranieri).

## L'origine del nome del premio
Yuriy Prokhasko, traduttore e membro del Capitolo del Premio:
"Abbiamo una convergenza incredibilmente favorevole nel paradigma della cultura ucraina, da cui si ricava un eccezionale valore aggiunto semantico, che sarebbe un peccato non utilizzare. Termine di parentela etimologica "interprete" come "traduttore, interprete e mediatrice (culturale) diplomatico,  servitore della comprensione e del consenso" - ed i nomi di una delle figure più importanti nel canone della storia ucraina di idee - Mykhailo Drahomanov .

 È abbastanza ovvio che questo premio non è dedicato esclusivamente a Drahomanov e non è consacrato direttamente a suo nome, non è sotto la sua protezione e patrocinio. Tuttavia, è anche ovvio che il fatto che Mykhailo Drahomanov sia la personificazione della credenza e della pratica di tradurre l'Ucraina nel mondo e il mondo in Ucraina, per attrarre, unire l'Ucraina al mondo e il mondo all'Ucraina, connota congenialmente con l'idea principale e il pathos di questo premio è che esalta con gratitudine la ricchezza, il luccichio di questi valori .
È positivo che un contemporaneo esperto possa leggere tutti questi significati contemporaneamente. Ma è sufficiente che almeno una persona gli parli con questo nome: stiamo parlando di traduttori. Inoltre, il concetto di drahoman ha una circolazione ed è immediatamente riportato in molte lingue del mondo. Scrivere il nome di questo premio internazionale in traslitterazione latina attraverso l'aspirazionale h sottolinea solo ulteriormente la sua origine ucraina".

## Vincitori
- 2020 -